# Le Vert de Maisons (stanice metra v Paříži)
Le Vert de Maisons je plánovaná stanice pařížského metra na budoucí lince 15 mezi stanicemi Les Ardoines a Créteil – L'Échat. Místo budoucí stanice se nachází jižně od Paříže na hranicích měst Maisons-Alfort a Alfortville na křižovatce ulic Avenue de la Liberté a Rue de Naples poblíž železničního nádraží, kde bude možný přestup na linku RER D. Stanice bude umístěná v hloubce 36 m.

## Výstavba
Pro realizaci stanice byla vybrána architektonická kancelář Valode et Pistre.
Otevření stanice je plánováno na rok 2022.